# Хоремхеб
Хоремхеб је последњи фараон египатске XVIII династије за време Новог краљевства. Као фараон је наставио обнављање традиционалне Амонске религије коју је његов претходник Ехнатон заменио обожавањем бога Атона.

## Долазак на власт
Каријеру је започео као командант Тутанкамонове војске, вероватно је за време Ехнатона покушавао да заведе пољуљани египатски ауторитет у Сирији и Палестини. За време Тутанкамона је вероватно у спрези са Амоновим свештенством утицао на младог фараона да се одрекне вере у Атона и врати се Амону. Након Тутанкамонове смрти постоји сумња да је имао везе са смрћу хетитског принца који је требало да дође у Египат и ожени Тутанкамонову удовицу. На престо је доведен Ај, а после њега је завладао Хоремхеб који своју узурпацију оправдава у натписима Амоновом вољом, али без теогамијских тенденција. Он је дошао на престо подржан Амоновим свештенством коме је било доста инфериорности и прогона за време Ехнатона и његове верске реформе. Ратничка странка, жељна освајања и богаћења је такође у њему видела свог човека, а он се није стидео да себе доведе у везу са славним освајачима осамнаесте династије Тутмесом I и Тутмесом III.

## Прилике у Египту и околини
Влада Хоремхеба била је са циљем поновног консолидовања царства ослабљеног пасивном освајачком политиком његових претходника и верским сукобима који су били последица економских диференцијација и борбе за моћ. Спољнополитичка ситуација није била нимало сјајна. Побуне у Кушу и Сирији и Палестини су ниле учестале. Хетити су јачали и све више утицали на сиријске кнежеве, а тај простор је потресало и досељавање Хабира (Јевреја). Либијци су такође почели да се истичу у области делте као интересна група.

## Реформе
Пре обнављања војне политике Хоремхеб је спровео низ реформи и учврстио царство. Административне реформе имале су циљ реорганизације пореског система, заведене су реформе против мародерства војника и корумпираности чиновништва. Војска је била реорганизована и  подељена на два дела. Један део је био стациониран у делти, а други у Теби.